# GAZelle
Pour la marque de voiture française, voir Gazelle Tech
La GAZelle (russe : ГАЗе́ль) est une série de véhicules utilitaires légers : camionnettes, fourgonnettes et minibus fabriqués par le constructeur automobile russe GAZ. Au moment de l'éclatement de l'Union soviétique et du développement rapide de l'économie de marché qui a suivi, l'industrie automobile russe ne produisait aucun des véhicules utilitaires similaires à la Ford Transit ou à la VW T4. Riga Autobus Factory, qui fabriquait auparavant des minibus pour toute l'URSS, est restée en Lettonie, a maintenant exigé que ses véhicules soient vendus sur le marché russe désormais étranger pour les devises fortes. En réponse à cette opportunité de marché, GAZ a rapidement développé son propre véhicule utilitaire appelé GAZelle, qui, associé à sa version allégée Sobol, représente désormais la majorité du marché russe des fourgonnettes et des camions légers et a des positions solides sur les marchés des autres pays de la CEI, se classant parmi les produits les plus populaires et les plus performants de GAZ.
Initialement, la GAZelle, comme le précédent RAF-2203, utilisait de nombreuses pièces du GAZ Volga, telles que les phares, la calandre et le moteur. Cependant, comme cela est évident, il était doté d'un châssis de camion beaucoup plus lourd et plus grand et d'une nouvelle carrosserie de fourgon.
En 1999, GAZ a commencé à produire des versions 4x4 tout-terrain GAZelle qui utilisaient des pièces des véhicules de catégorie plus lourde. Désormais, il dispose d'un blocage de différentiel arrière en option.
En 2005, un million de GAZelles avaient été construites. Hormis les pays de la CEI et l'Europe centrale et orientale, les GAZelles sont exportées vers les marchés asiatiques et africains, dont le Maroc et les Philippines,.
En 2010-2011 la famille GAZelle a subi une sérieuse mise à niveau. Le modèle amélioré a été renommé GAZelle Business. Les changements ont touché de nombreux systèmes principaux du véhicule, y compris la direction, les freins, la boîte de vitesses, le système de refroidissement, la transmission et l'intérieur.
En 2013, GAZ a commencé la production en série de la nouvelle génération de véhicules utilitaires légers GAZelle NEXT, qui comprend des versions cargo, fourgonnette, minibus et d'autres versions de différentes tailles,.
La GAZelle a également servi de base au plus grand Valdai. 
De plus, sa cabine a également été utilisée pour le plus gros camion GAZon Next ainsi que pour l'URAL NEXT.

## Galerie

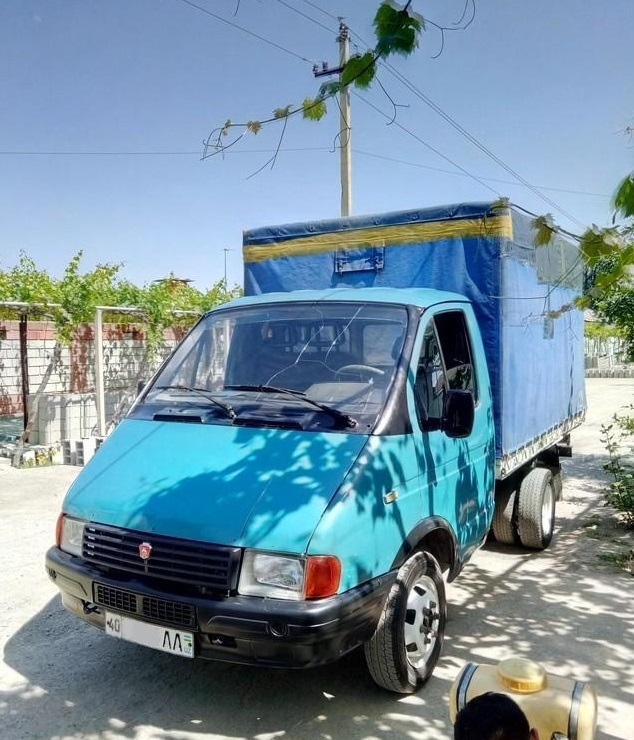
Premier modèle GAZelle. Il est à noter que la calandre, les phares et le moteur de ce modèle proviennent du GAZ Volga, plus précisément du modèle 31029.
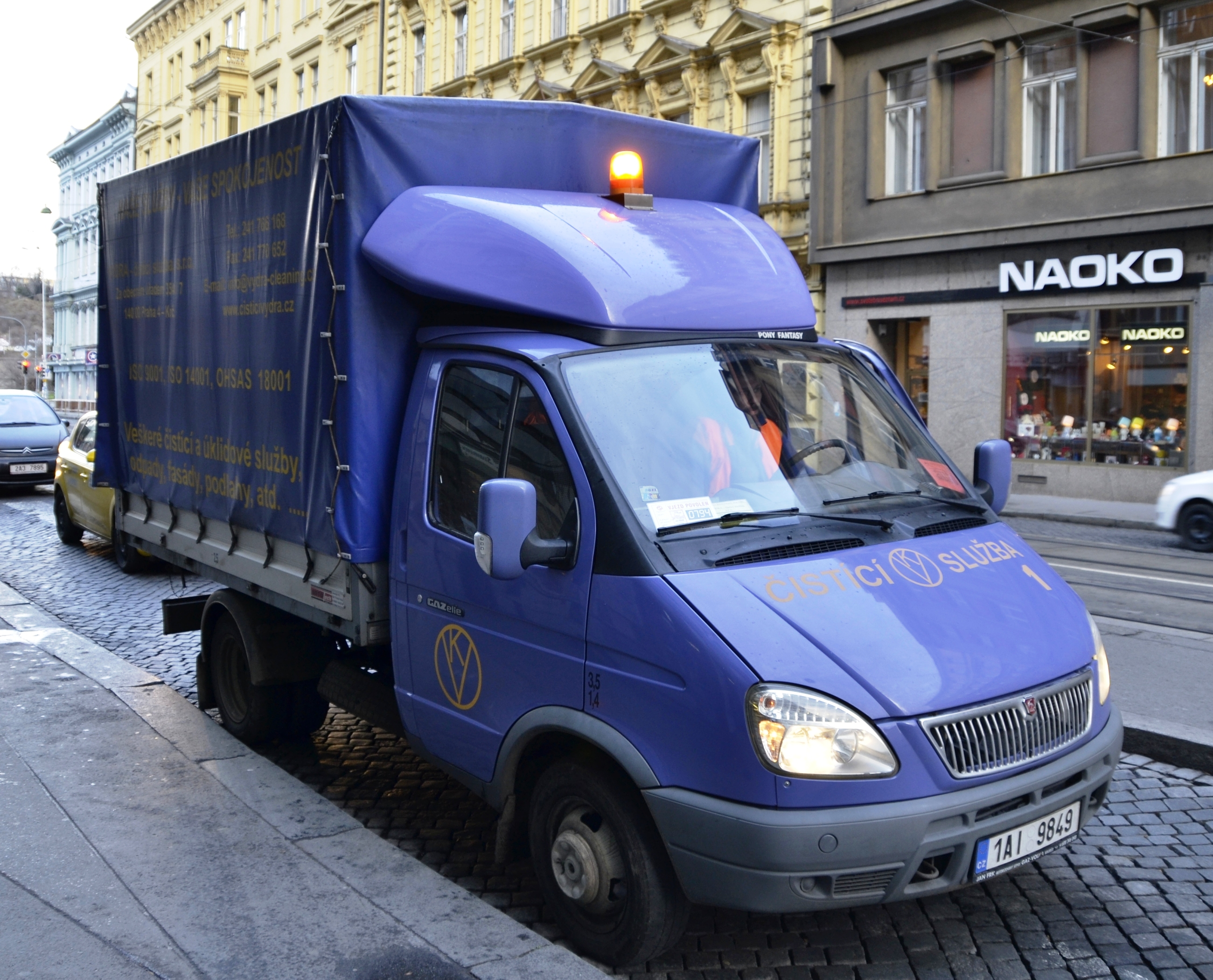
GAZelle à Prague
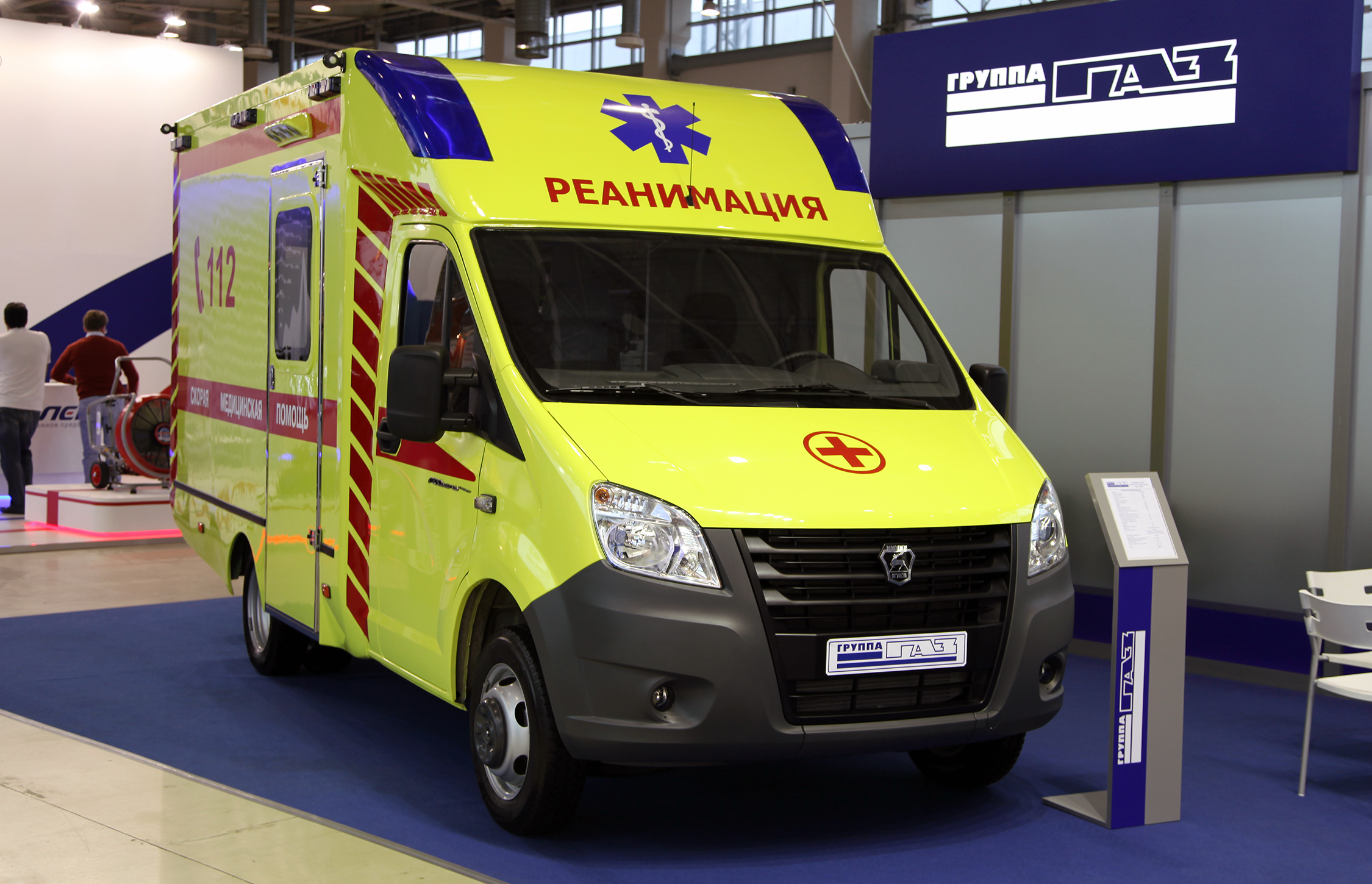
GAZelle Ambulance
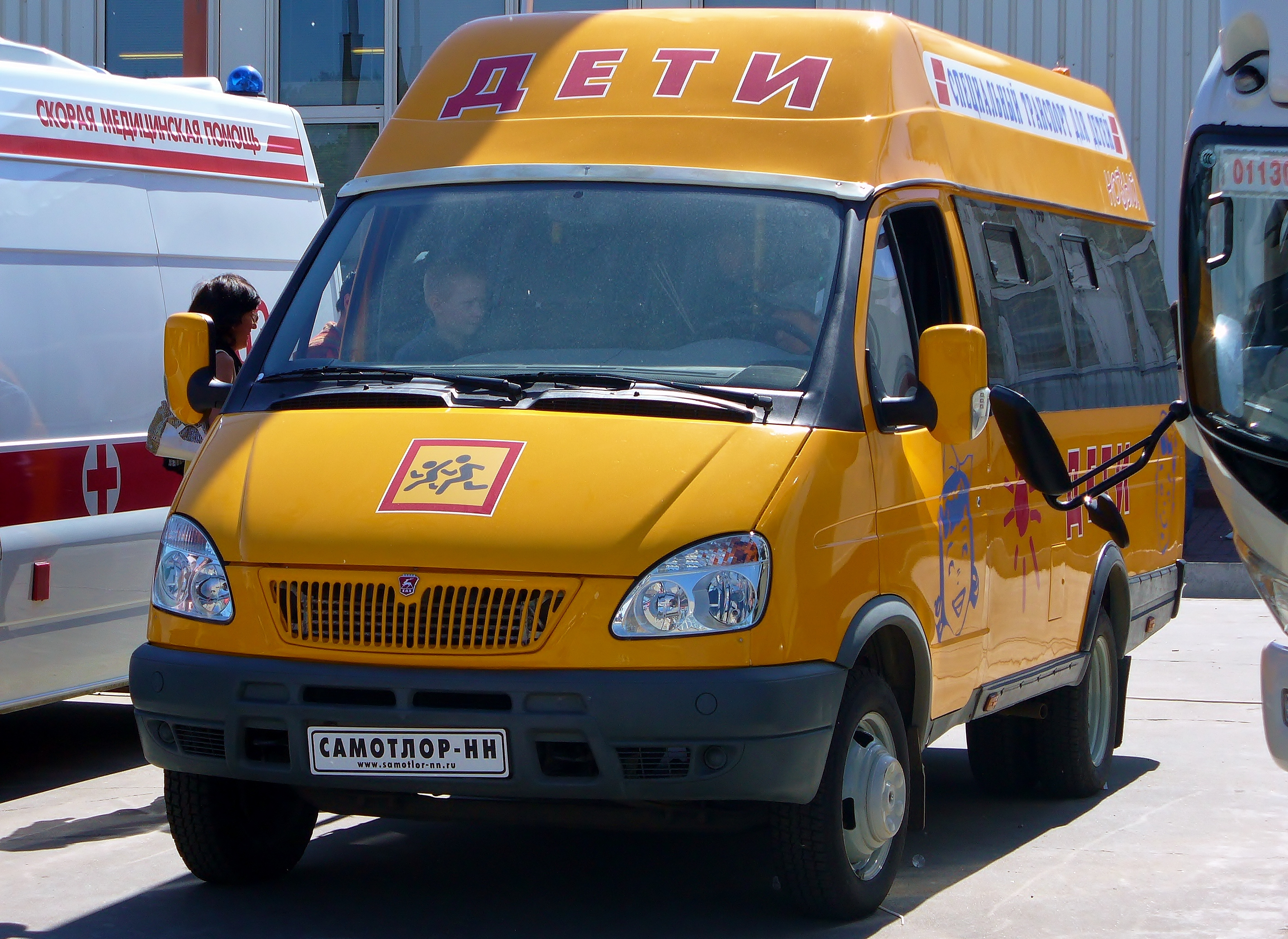
GAZelle en bus scolaire
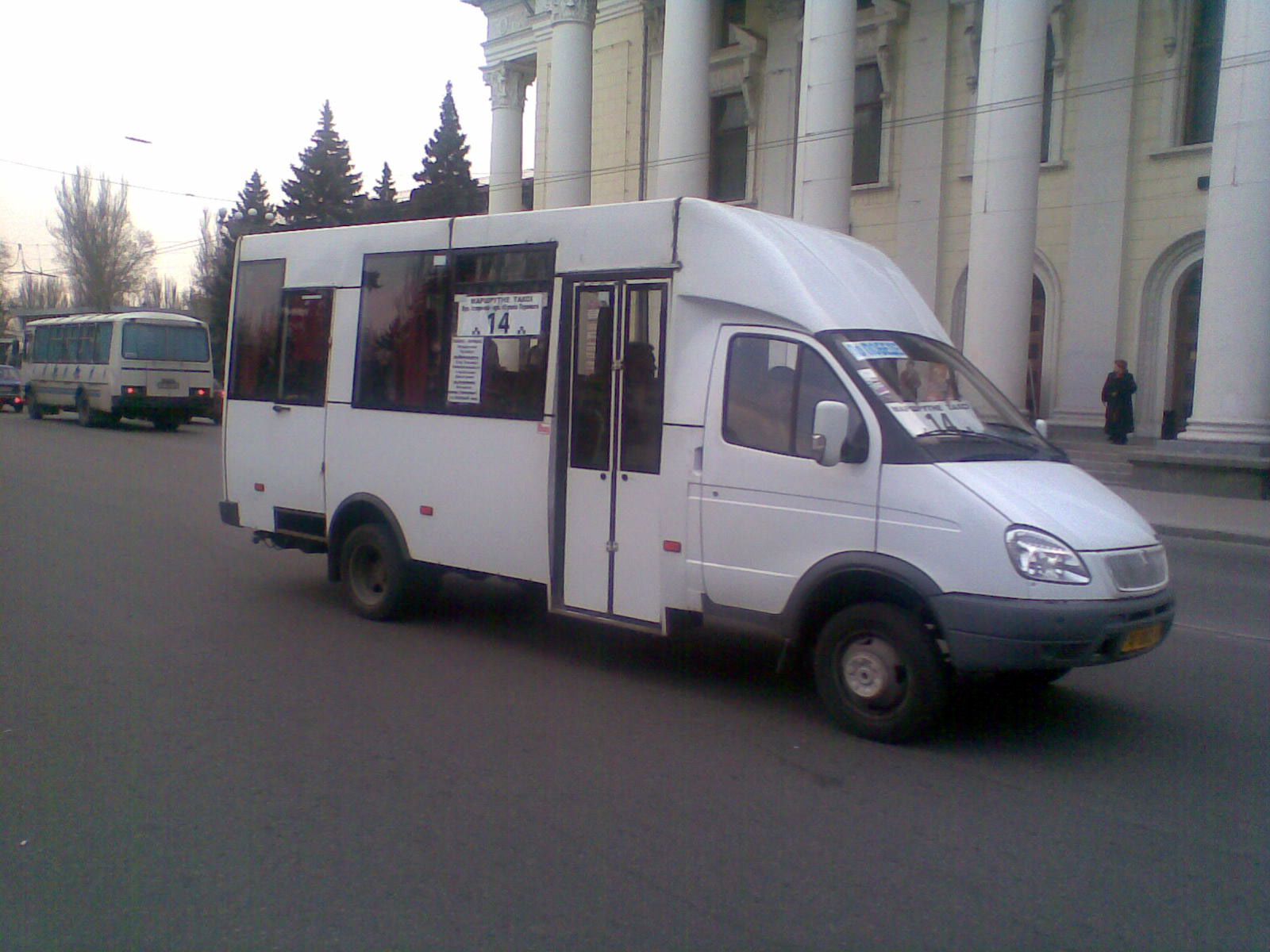
Zaporijjia, un transport en commun ROuta 22 en 2010.